# Schiedea membranacea
Schiedea membranacea är en nejlikväxtart som beskrevs av St. John. Schiedea membranacea ingår i släktet Schiedea och familjen nejlikväxter. Inga underarter finns listade i Catalogue of Life.

## Bildgalleri

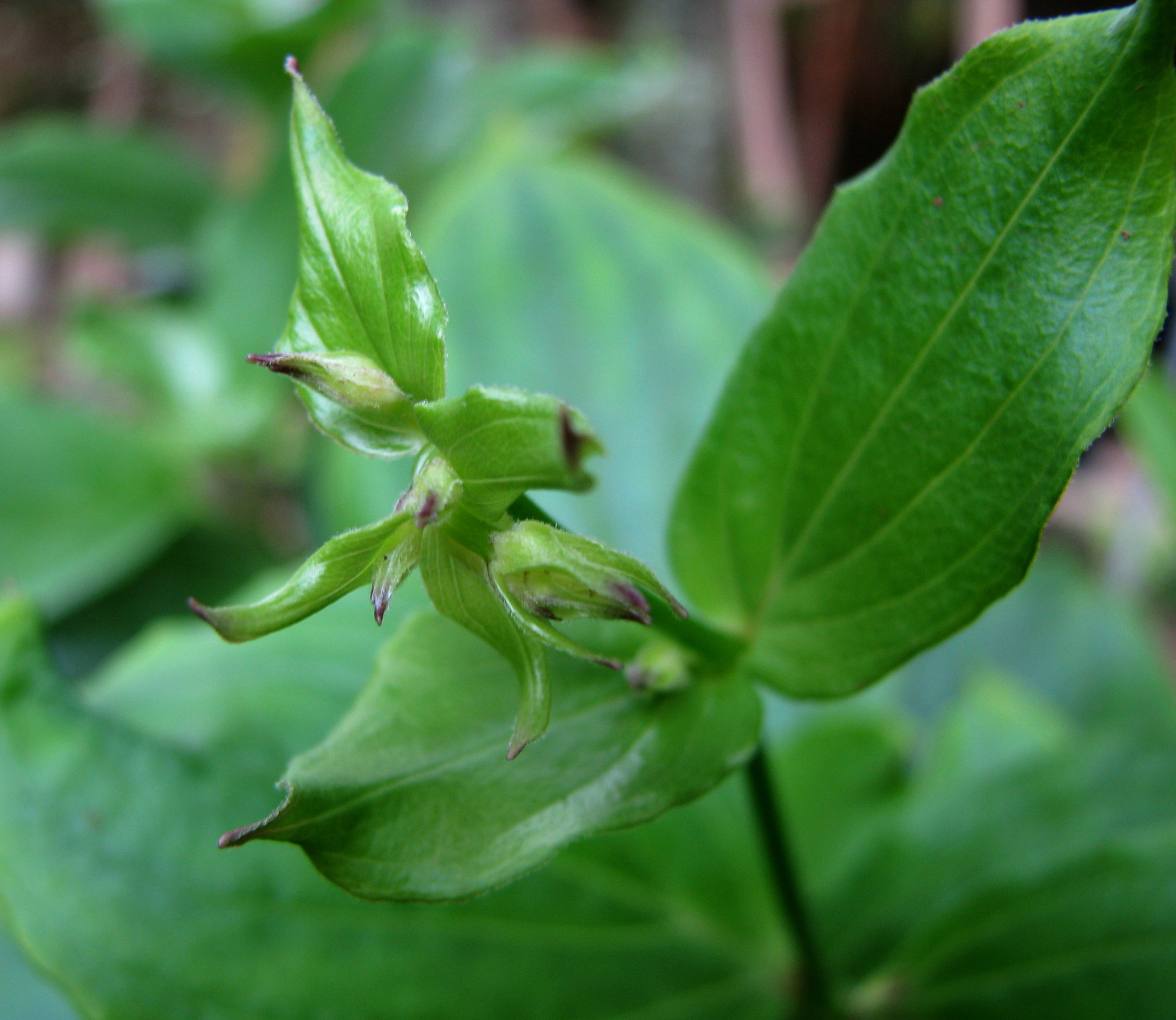
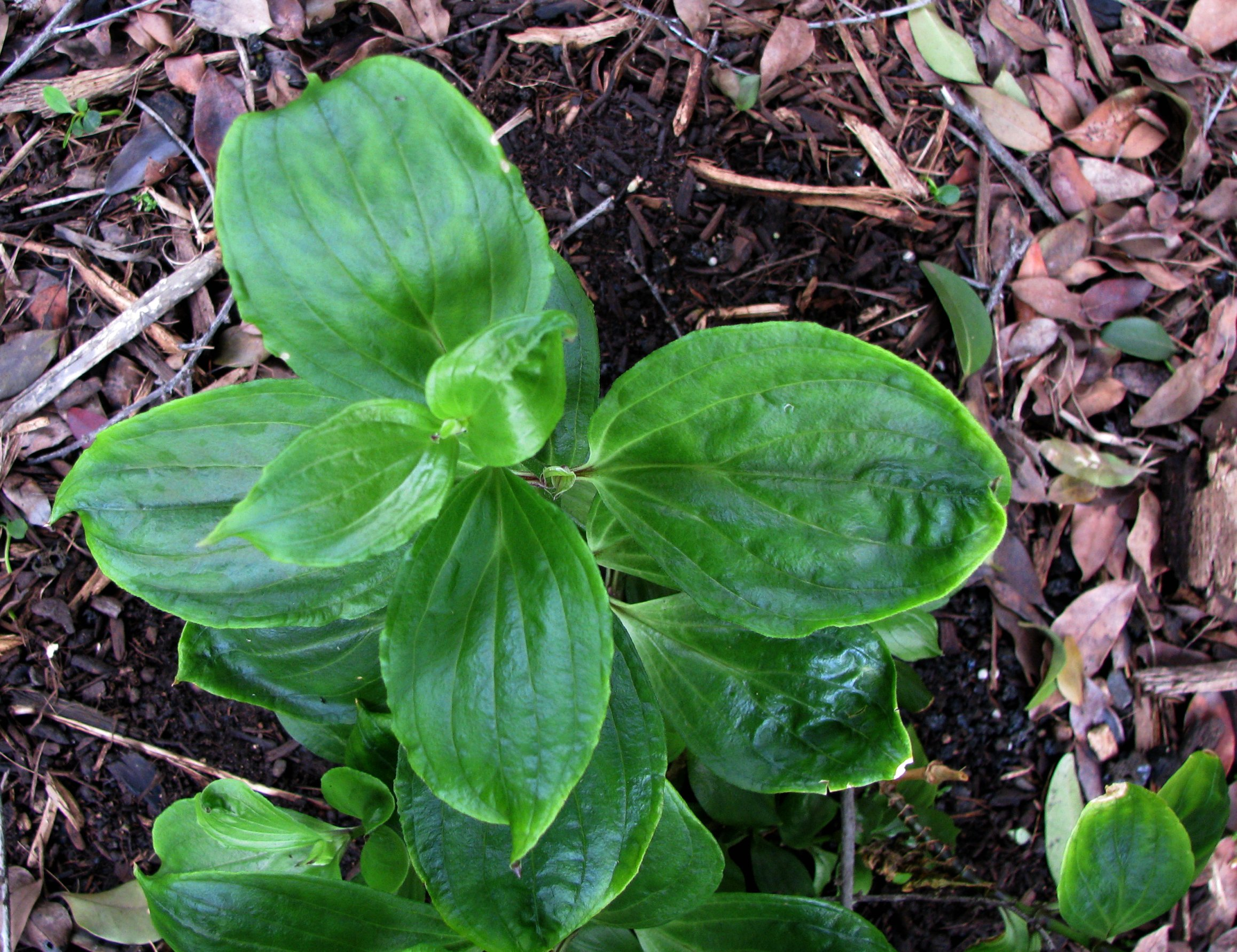
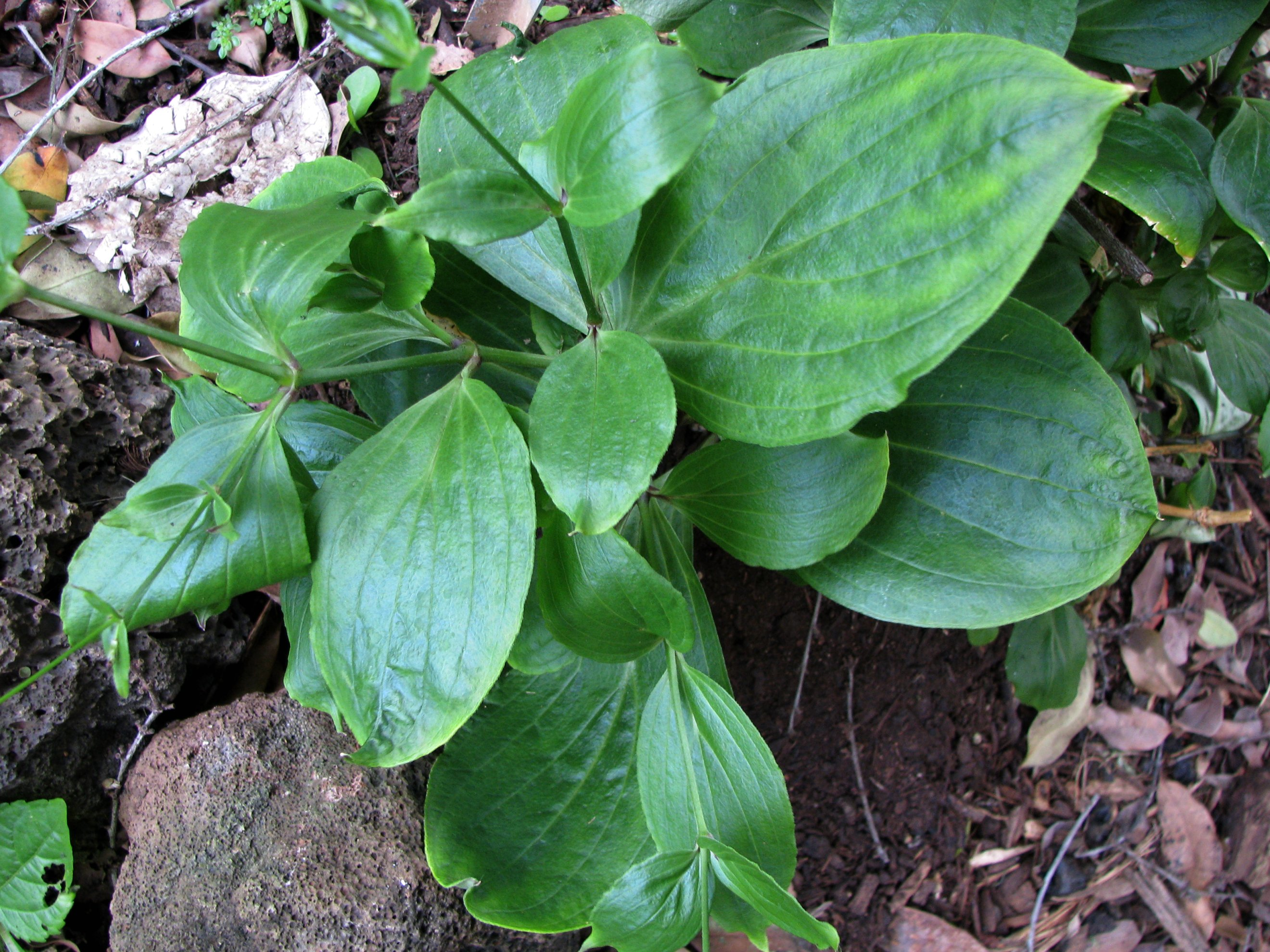